# Acidente do Metrô da Cidade do México em 2021
O acidente do Metrô da Cidade do México ocorreu por volta das 22h30 (UTC−5) do dia 3 de maio de 2021 na linha 12 do Metrô da Cidade do México. Um trecho elevado desabou entre as estações Olivos e Tezonco, causando o descarrilamento de um trem. Pelo menos 26 pessoas morreram e cerca de 70 ficaram feridas. O acidente ocorreu quando uma viga de concreto que suportava os trilhos desabou durante a passagem de um trem.

## Contexto
A linha 12 (também conhecida como Linha Dourada) do Metrô da Cidade do México foi inaugurada em 30 de outubro de 2012. Quinze meses depois, o trecho Atlalilco–Tláhuac, onde estão localizadas Tezonco e Olivos, foi fechado por vinte meses para a reparação de defeitos técnicos e estruturais.

## Relatório
O desastre deixou pelo menos 23 mortos e cerca de 70 feridos.

## Consequências
Toda a linha 12 foi temporariamente fechada e seu serviço será substituído por ônibus.